# 鬼子母神 (アルバム)
『鬼子母神』（きしぼじん）は、陰陽座の10枚目のオリジナルアルバム。2011年12月21日にキングレコードから発売された。

## 概要
バンド史上初のトータル・コンセプト・アルバム。ベースボーカルの瞬火が、鬼子母神伝説を基に12年前の結成時から温めていた構想を書き上げた脚本『絶界の鬼子母神』を原作として曲に著したもの。収録曲は全て組曲扱いのため、事実上一曲が収録されたアルバム。全体の長さは1時間を超える。また、今作は陰陽座初のダウンチューニングであり、全曲1音下げチューニングである。
レコーディングにはドラムに土橋誠が、ピアノ&キーボードに阿部雅宏が参加しており、題字を書道家の武田双雲が手掛けている。
鬼子母神の伝説をテーマに選んだ理由について瞬火は、「人間の業、性が教訓化された説話を人間社会に置き換え、音楽として表現したかった」という。

## 収録曲
- （全作詞・作曲：瞬火）

1. 組曲「鬼子母神」〜啾啾（くみきょくきしぼじん しゅうしゅう）[1:23]
2. 組曲「鬼子母神」〜徨（くみきょくきしぼじん さまよい）[4:40]
3. 組曲「鬼子母神」〜産衣（くみきょくきしぼじん うぶぎ）[4:37]
4. 組曲「鬼子母神」〜膾（くみきょくきしぼじん なます）[4:49]
5. 組曲「鬼子母神」〜鬼拵ノ唄（くみきょくきしぼじん おにこさえのうた）[4:26]
6. 組曲「鬼子母神」〜月光（くみきょくきしぼじん げっこう）[4:42]
7. 組曲「鬼子母神」〜柘榴と呪縛（くみきょくきしぼじん ざくろとじゅばく）[7:05]
8. 組曲「鬼子母神」〜鬼子母人（くみきょくきしぼじん きしぼじん）[6:40]
9. 組曲「鬼子母神」〜怨讐の果て（くみきょくきしぼじん うらみのはて）[5:08]
10. 組曲「鬼子母神」〜径（くみきょくきしぼじん みち）[6:44]
11. 組曲「鬼子母神」〜紅涙（くみきょくきしぼじん こうるい）[5:33]
12. 組曲「鬼子母神」〜鬼哭（くみきょくきしぼじん きこく）[5:32]